# Deep Green Resistance
Deep Green Resistance (DGR) ist eine radikale Umweltbewegung, welche den konventionellen Umweltaktivismus als größtenteils ineffektiv ansieht. Die Gruppe vertritt die Auffassung, dass die industrielle Zivilisation das gesamte Leben des Planeten gefährdet und dass eine weite Auswahl von Taktiken notwendig ist, um Umwelt- und soziale Gerechtigkeit zu erreichen. Sie argumentiert für einen radikalen Wandel der gesellschaftlichen Strukturen und Funktionen, bis hin zur vollständigen Abschaffung der Industriezivilisation.

## Grundüberzeugungen
Im Buch Deep Green Resistance stellen die Autoren die These auf, dass die Zivilisation, insbesondere die industrielle Zivilisation grundsätzlich nicht nachhaltig sei und aktiv (und schnellstmöglich) lahmgelegt werden müsse, um eine lebenswerte Zukunft für alle Arten auf der Erde zu sichern. Zivilisation wird definiert durch die Entwicklung von Landwirtschaft und das Wachstum von Städten. Deep Green Resistance argumentiert, dass Landwirtschaft das Land degradiere und dass Städte notwendigerweise die Tragfähigkeit des Landes überschreiten. Die Zivilisation hängt in hohem Maße von der Industrie ab, welche größtenteils von nicht erneuerbaren und umweltschädlichen fossilen Energieträgern angetrieben wird.
Die Prinzipien DGRs haben ihren Ursprung im Konzept der Tiefenökologie und besagen, dass alle Arten an sich gleichwertig seien und dass somit der Mensch nicht über anderen Lebensformen stehe. Deep Green Resistance führt die gegenwärtige ökologische Krise auf den in der westlichen Kultur verbreiteten Anthropozentrismus zurück. Tiefenökologie bildet die Grundlage für eine kulturüberschreitende naturbasierte Spiritualität, welche oft mit radikalen Umweltbewegungen assoziiert ist.
Die Bewegung grenzt sich insofern von der sogenannten „hellgrünen“ Umweltbewegung, welche durch ihren Fokus auf persönliche, technologische oder von Regierungen oder Unternehmen ausgehende Lösungsansätze charakterisiert ist, ab, als dass sie diese Ansätze als unzureichend ansieht. Die DGR ist der Meinung, dass Lebensstiländerungen wie die Verwendung wiederverwendbarer Kaffeebecher oder Taschen oder kürzeres Duschen angesichts des Ausmaßes der Umweltprobleme der Welt nicht ausreichend seien. Sie sind außerdem der Ansicht, dass die neuerliche Popularisierung des Umweltschutzes kommerzieller Natur sei, und dieser somit selbst industrialisiert worden sei. Es wird festgestellt, dass die Menge des pro Kopf produzierten Industriemülls mehrere Größenordnungen über der des persönlichen Mülls sei; somit sei es der Industrialismus, welcher enden müsse, und dass damit Lebensstiländerungen von selbst folgen.

### Grüne Technologie
Deep Green Resistance vertritt einen grundsätzlich technologiekritischen Standpunkt. Erneuerbare Energien als Ersatz für die fossilen Energieträger werden von DGR mit der Begründung abgelehnt, dass auch diese verheerende Auswirkungen auf die Ökologie haben.
Weiterhin könne die Abhängigkeit von industriellen Technologien leicht zu einem Fortschrittskult werden und Menschen von traditionellen, nachhaltigen Lebensweisen fortführen.

### Ernährung und Landwirtschaft
DGR lehnt die meisten Formen von Landwirtschaft entschieden ab. Insbesondere der Ackerbau mit einjährigen Monokulturen wie Getreide ist für die Zerstörung des Mutterbodens und die Verwüstung ganzer Ökosysteme verantwortlich. Stattdessen müssen Permakultur und andere traditionelle Subsistenzmethoden wie Jagd, Tierhaltung, Fischen und Sammeln die Grundlage jeder zukünftigen nachhaltigen Kultur sein. „Grüne Technologien“ vermitteln den Anschein von Nachhaltigkeit, ohne jedoch ökologische Zusammenhänge zu beachten. Derrick Jensen und insbesondere Lierre Keith sind außerdem der Ansicht, dass Veganismus keine wirklich ethische oder nachhaltige Alternative zur Sicherung der Welternährung sei; Veganern wird mangelndes ökologisches Verständnis vorgeworfen.

### Feminismus
Deep Green Resistance sieht sich selbst als radikalfeministische Organisation. 

## Widerstandstaktiken
Nach Ansicht von Deep Green Resistance wird die dominante Kultur, ein Begriff, der alle Kulturen innerhalb der globalisierten Zivilisation einschließt, keinen freiwilligen Wandel zu einem nachhaltigen Lebensstil durchmachen. Die Möglichkeit des Erfolges eines langsamen und sanften Übergangs zur Nachhaltigkeit wird verworfen. Mitglieder von Deep Green Resistance gehen davon aus, dass die industrielle Zivilisation unausweichlich zusammenbrechen wird. Diese Annahme gründet sich auf dem Zusammenbruch ehemals bedeutender Zivilisationen wie der Maya oder des Römischen Reiches sowie Statistiken über die Unnachhaltigkeit des gegenwärtigen Systems, darunter die Prognosen aus dem Bericht des Club of Rome (Die Grenzen des Wachstums, 1972). DGR unterstützt eine aktive Widerstandsbewegung mit dem Ziel, den Zusammenbruch der industriellen Zivilisation zu beschleunigen.

### Unterstützung von militantem Widerstand
Die von Jensen, McBay und Keith beschriebene Strategie fokussiert sich hauptsächlich auf Angriffe gegen Infrastruktur wie Staudämme und weniger auf Gewalt gegen Personen.
Während DGR klarstellt, dass es sich um eine strenge Übergrundbewegung handelt, haben Keith und McBay offen für zusätzliche Untergrundaktionen geworben, und DGR bietet den theoretischen Übergrund-Rahmen für solche Aktionen. Das Buch der Organisation verweist auf zahlreiche historische Beispiele von Bewegungen, welche auf die Unabhängigkeit von Über- und Untergrundnetzwerken angewiesen waren, um gemeinsame Ziele zu erreichen.

### Öffentlichkeitsarbeit
Die Deep Green Resistance verbreitet seine Ansichten u. a. über die Nachrichtenseite DGR News Service sowie die Podcasts The Green Flame und Resistance Radio. Außerdem bietet die Organisation Trainings für Widerstandsgruppen an.

## Kritik
Die Kritik an Deep Green Resistance ähnelt der Kritik am Anarcho-Primitivismus und der Tiefenökologie. Die Ideen von DGR wurden in Online-Veröffentlichungen verschiedentlich als polarisierende Lösungen für Umweltreformen kritisiert, als "elitär", "zu radikal" oder "aus dem Takt". Gründer Derrick Jensen hat beispielsweise in seinem früheren Werk Endgame festgestellt, dass "die Masse der zivilisierten Menschen niemals auf unserer Seite sein wird". Dies hat zur Kritik an der Strategie der Organisation geführt, welche pessimistisch gegenüber der Beteiligung der Bevölkerung sei und daher darauf abziele, den Wandel ohne den Konsens der Mehrheit zu forcieren. Einige Kritiker haben daher argumentiert, dass "radikale Taktiken dazu neigen, dem Ziel der Sensibilisierung der Öffentlichkeit zu widersprechen.
Gegner von Deep Green Resistance behaupten weiterhin, dass DGR, das eine massive Anzahl menschlicher Todesfälle während des bevorstehenden Zusammenbruchs der Zivilisation vorhersagt, keinen machbaren oder wünschenswerten alternativen Lebensstil biete, da sie diesen Zusammenbruch zu beschleunigen versuchen. Keith und Jensen haben beide diese unangenehme Realität anerkannt; sie haben jedoch wiederholt behauptet, dass der Zusammenbruch unvermeidlich sei (und nur zu mehr Leiden führen werde, je länger er sich verzögere), und dass sie lediglich vor diesen bevorstehenden Todesfällen und möglicher weitreichender Gewalt warnen und versuchen, die Welt darauf vorzubereiten. Jensen erklärte, dass Aktivisten, welche nicht an der körperlichen Arbeit zur Beschleunigung dieses Zusammenbruchs teilnehmen wollen, zumindest vor Ort Komitees vorbereiten und einrichten, sollen um die (zusätzliche) Gewalt, die möglicherweise auftreten könnte, zu beseitigen oder gegebenenfalls zu kanalisieren.
Anarchisten, die glauben, dass alle hierarchisch strukturierten Beziehungen, ungeachtet des Zwecks, unterdrückend seien, widersprechen DGRs Befürwortung der Verwendung hierarchischer Organisation im Untergrund. McBay und Keith haben beide die Idee hierarchisch strukturierter Untergrundnetzwerke propagiert. Keith hat sich für eine disziplinierte „Kommandostruktur“ für Frontaktivisten ausgesprochen. McBay hat in Deep Green Resistance argumentiert, dass Hierarchien ein effizientes Mittel seien, um den Widerstand im Untergrund zu organisieren.